# Edward Sharpe and the Magnetic Zeros

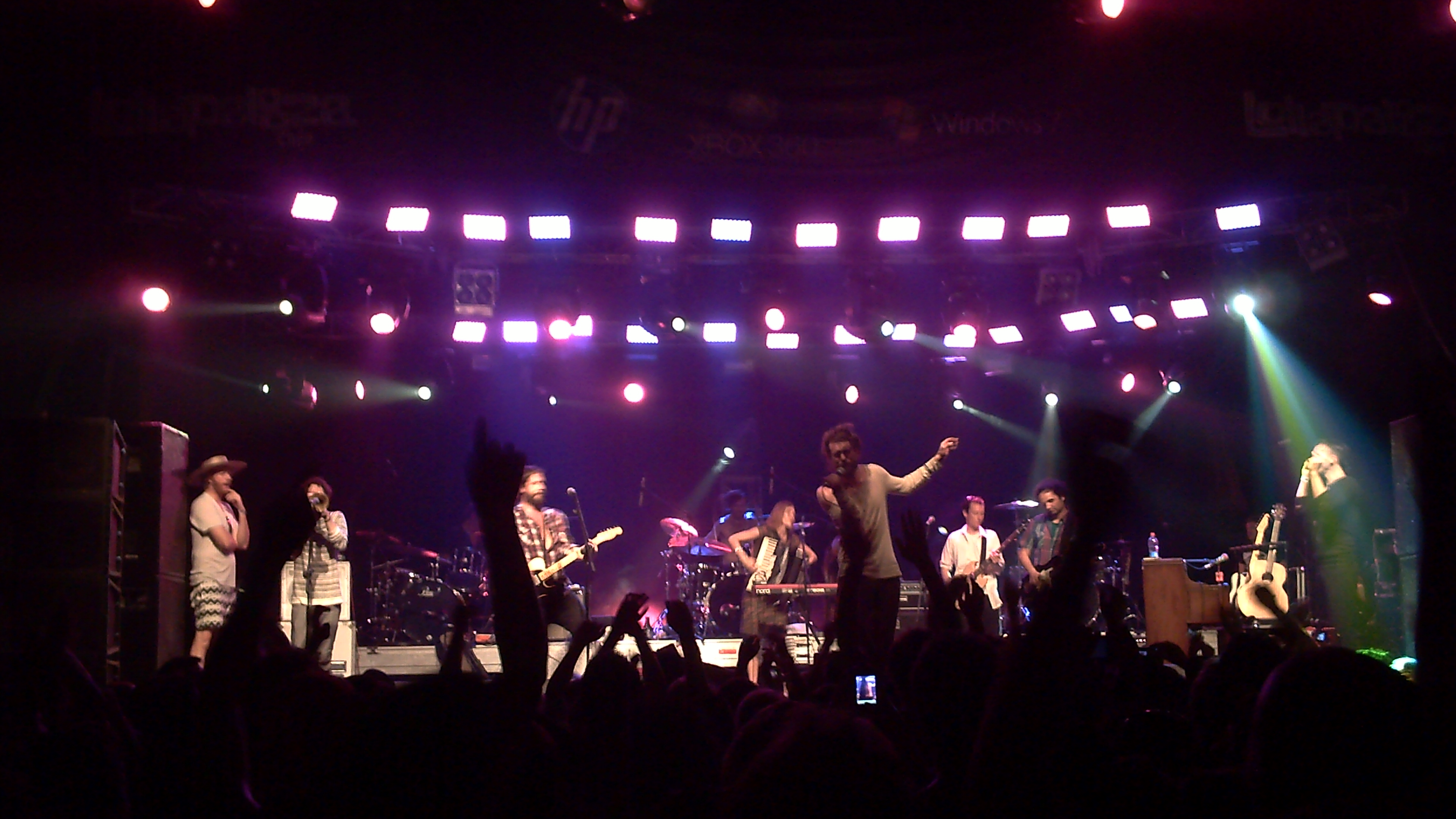
Edward Sharpe and the Magnetic Zeros

Edward Sharpe and the Magnetic Zeros é uma banda americana de folk rock formada em Los Angeles, Califórnia, em 2007. O grupo é liderado pelo vocalista Alex Ebert. O nome da banda é baseado em uma história que Ebert escreveu em sua juventude, sobre uma figura messiânica chamada Edward Sharpe. Com base em rock roots, folk, gospel e música psicodélica, a imagem e o som da banda evocam o movimento hippie dos anos 1960 e 1970. O primeiro show do grupo foi realizado em 18 de julho de 2007 no The Troubadour em West Hollywood, Califórnia. Seu primeiro álbum de estúdio, Up from Below, foi lançado em 7 de julho de 2009 pela Community Records e contou com o popular single "Home". O grupo lançou seu segundo álbum completo, Here, em 29 de maio de 2012, e o terceiro álbum, Edward Sharpe e Magnetic Zeros, em 23 de julho de 2013. Seu quarto álbum de estúdio, PersonA, foi lançado em abril de 2016.
Desde a sua fundação, a banda passou por várias alterações. Mais notavelmente, a cantora Jade Castrinos deixou a banda em 2014. Os membros atuais da banda são: Mark Noseworthy, Orpheo McCord, Josh Collazo, Christian Letts, Nico Aglietti, Seth Ford-Jovem, Mitchell Yoshida, Crash Richard, Stewart Cole e Alex Ebert. 